# Frøydis Guldahl
Frøydis Guldahl, född 8 juni 1938, är en norsk lärare, feminist och författare. Hon är gift med Dag Seierstad och mor till Åsne Seierstad.
Guldahl utexaminerades 1964 från universitetet i Oslo med astrofysik som huvudämne. Hon var därefter under tre år verksam som lärare i matematik och naturkunskap på en skola i Uganda. Efter några år i Oslo flyttade hon till Lillehammer, där hon varit lärare, administratör på Folkeuniversitetet och även varit verksam som översättare. 
Guldahl var under 1970-talet aktiv i gruppen Nyfeministene. Hon är mest känd som författare till ungdomsboken Jentene gjør opprør (1973; på svenska Tjejerna gör uppror, 1975), vilken skrevs i syfte att få unga flickor till att protestera mot diskriminering och patriarkala mönster. Om denna bok, som utgavs av Tiden Norsk Forlag efter att ha refuserats av Aschehoug, skrev Aftenposten (signaturen "Gerda"): "Man kan kalla den en milstolpe...den allra första unga kvinnokampsboken...för här har verkligen gjorts en bragd. Ut med sliskiga och sockersöta flickböcker och in med intelligens, humor och friska avstamp." Boken utkom även i svensk, dansk och tysk översättning (den översattes även till isländska, men blev endast uppläst i isländsk radio). Boken utgör förlaga till den svenska TV-serien Tjejerna gör uppror (1977) i regi av Judith Hollander. 
Guldahl har även skrivit ungdomsboken Ti trapper hjem (1975, på svenska Tio trappor hem, 1977) och tidskriftsartiklar.